# Château de Saligny
Le château de Saligny est un château fort situé à Saligny-sur-Roudon, en région Auvergne-Rhône-Alpes (France).

## Localisation
Le château est situé sur la commune de Saligny-sur-Roudon, dans le département de l'Allier, en région Auvergne-Rhône-Alpes, sur les bords du Roudon.

## Description

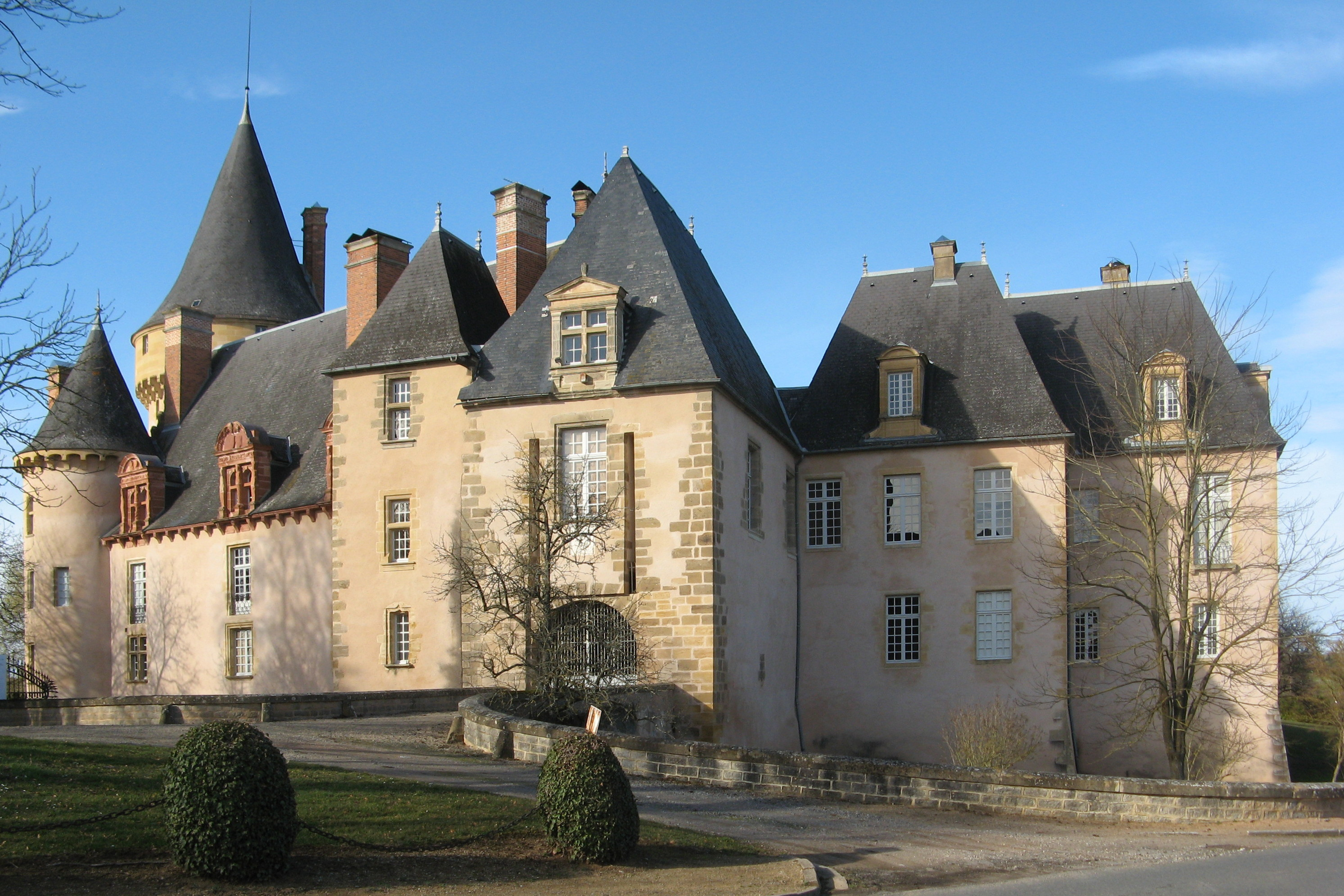

Le château date du Moyen Âge et a subi des modifications ; dans son aspect actuel, il est proche du style Renaissance. Le château conserve des témoignages intéressants de l'architecture médiévale et moderne. La partie la plus ancienne est la grosse tour sur laquelle s'appuie un corps de logis d'époque gothique, conservant deux cheminées moulurées à l'intérieur.

## Historique
La famille seigneuriale locale de Saligny se fond vers 1240 dans les Châtel/Château (Châtelperron ou Châtel ?)-Randan, puis ces derniers, volontiers nommés Lourdin de Saligny, dans les Coligny-le-Vieux-Andelot vers 1437. Un lointain descendant, Jean de Coligny (1617-1686), est dit comte de Coligny-Saligny et baron de la Motte-Saint-Jean, mais en fait la terre de Saligny était passée à sa sœur Isabelle, femme de Noël-Eléonor Palatin de Dyo, sire de Montperroux († 1693) : d'où François-Éléonor de Dyo († le 25 février 1714 sans postérité), suivi de sa sœur Marie-Élisabeth de Dyo, épouse en 1701 de Louis-Antoine-Érard (de) Damas, comte d'Anlezy. 
Leurs deux enfants se succèdent à Saligny : d'abord le cadet Léonor-François (de) Damas († sans postérité après 1740), puis son frère aîné Louis-François (de) Damas († 1768), comte d'Anlezy, de Thianges et de Dyo, marquis de Montperroux et de Roquefeuil (à Nant et Saint-Jean, baron de Saligny, qui cède Saligny le 20 juin 1746 à Jean-Jacques, comte de Beausobre.
Puis en 1755, le château fut vendu au financier Jean Pâris de Monmartel ; par héritage, il passe aux Micault de Courbeton, qui le cèdent à M. de Veyrac, puis à M. de Saint-Georges, d'où il passe à la famille des propriétaires actuels : depuis 1834, les Collas de Châtelperron, puis les Jehannot d'Huriel de Bartillat.
L'édifice est inscrit au titre des monuments historiques en 2008.